# Баје (Калвадос)
Баје (фр. Bayeux) је насељено место у Француској у региону Доња Нормандија, у департману Калвадос.
По подацима из 2011. године у општини је живело 13.511 становника, а густина насељености је износила 1900,28 становника/km².

## Атракције
Највећа туристичка атракција у овом граду, је Платно из Бајеа које описује норманску инвазију на Енглеску из 1066. године. Платно се налази у специјалном музеју.
Осим платна, у граду се налази и велика кадетрала из 1077. године, која је била и првобитни дом Платна.

## Демографија
| 1962. | 1968.  | 1975.  | 1982.  | 1990.  | 2011.  |
| ----- | ------ | ------ | ------ | ------ | ------ |
| 9.678 | 11.451 | 13.457 | 14.721 | 14.704 | 13.511 |